# IC 4477
IC 4477 је спирална галаксија у сазвјежђу Волар која се налази на листи објеката дубоког неба у Индекс каталогу.
Деклинација објекта је + 28° 27' 32" а ректасцензија 14h 38m 35,3s. Привидна величина (магнитуда) објекта IC 4477 износи 14,8 а фотографска магнитуда 15,6. IC 4477 је још познат и под ознакама CGCG 164-3, PGC 52327.